# Akhtar Hussain
Akhtar Hussain (ur. 23 sierpnia 1926, zm. 9 listopada 1987) – hokeista na trawie. Dwukrotny medalista olimpijski.
Brał udział w dwóch igrzyskach na przestrzeni ośmiu lat (IO 48, IO 56), na obu zdobywając medale. W 1948 reprezentował Indie i sięgnął po złoto. W 1956 był zawodnikiem Pakistanu i wywalczył srebro.